# Gadomus introniger
Gadomus introniger es una especie de pez de la familia Macrouridae en el orden de los Gadiformes.

## Hábitat
Es un pez de aguas profundas que vive entre 549-1.281 m de profundidad.

## Distribución geográfica
Se encuentra en Australia las Filipinas   y las Indias Orientales.